# Jari Räsänen
Jari Kalevi Räsänen (Maaninka, 28 gennaio 1966) è un ex fondista finlandese.
È figlio di Veikko, a sua volta fondista di alto livello.

## Biografia
In Coppa del Mondo ottenne il primo risultato di rilievo il 12 marzo 1988 a Falun (15°) e il primo podio il 5 febbraio 1995 a Falun (2°).
In carriera, prese parte a tre edizioni dei Giochi olimpici invernali, Calgary 1988 (30° nella 15 km, 8° nella staffetta), Albertville 1992 (15° nella 10 km, 31° nella 50 km, 19° nell'inseguimento, 3° nella staffetta) e Lillehammer 1994 (12° nella 10 km, 11° nella 30 km, 6° nell'inseguimento, 3° nella staffetta), e a cinque dei Campionati mondiali, vincendo quattro medaglie.
Fu accusato dalla stampa finlandese di aver assunto sostanze dopanti nel 1999, ma in un primo momento non furono trovate prove a suo carico. Tuttavia nel 2011, grazie a nuovi elementi emersi nel 2008 (tra i quali le dichiarazioni dell'ex allenatore Kari-Pekka Kyrö), fu condannato, dalla magistratura finlandese, per falsa testimonianza (dato che aveva negato l'assunzione di tali sostanze), a dodici mesi di reclusione.

## Palmarès

### Olimpiadi
- 2 medaglie:
  - 1 bronzo (staffetta[3] a Albertville 1992; staffetta[3] a Lillehammer 1994)

### Mondiali
- 4 medaglie:
  - 3 argenti (staffetta[3] a Lahti 1989; staffetta[3] a Thunder Bay 1995; staffetta[3] a Trondheim 1997)
  - 1 bronzo (staffetta[3] a Val di Fiemme 1991)

### Coppa del Mondo
- Miglior piazzamento in classifica generale: 13º nel 1994
- 2 podi (entrambi a squadre[4])[5]:
  - 2 secondi posti